# Мркела, Митар
Димитрие (Митар) Мркела (серб. Димитрије „Митар“ Мркела / Dimitrije „Mitar“ Mrkela, родился 10 июля 1965 года в Белграде) — югославский футболист и футбольный тренер и функционер.

## Карьера игрока

### Клубная
Митар — воспитанник школы белградского ОФК. В 1981 году в возрасте 16 лет и 16 дней дебютировал в основном составе клуба, став самым молодым дебютантом в истории чемпионата Югославии. В 1983 году перешёл в «Црвену Звезду», в которой играл до 1990 года (в сезоне 1990/91 сыграл только один матч). После уехал в Нидерланды, где провёл два сезона за «Твенте». В сезоне 1992/93 года выступал за «Бешикташ», успев забить четыре гола. Завершил карьеру в Нидерландах в «Камбюре».

### В сборной
Мркела является также самым молодым дебютантом и в сборной СФРЮ: 17 ноября 1982 года на 17-й минуте встречи Болгария — Югославия он вышел на поле вместо травмированного Звонко Живковича. Всего он сыграл пять игр, забив один гол. Стал бронзовым призёром Олимпийских игр 1984 года в Лос-Анджелесе.

## Карьера тренера
В начале 2000-х Митар Мркела был президентом Белградской футбольной ассоциации и по совместительству возглавлял молодёжку команды ОФК. В июле 2005 года он возглавил академию «Црвены Звезды» после ухода с этой должности Горана Джоровича. В декабре 2008 года подал в отставку и вернулся в ОФК, заняв должность спортивного директора.

## Личная жизнь
В начале 1990-х Митар женился на актрисе Лидии Вукичевич, с которой развёлся в 2000 году. От этого брака у них родился сын Андрей, футболист команды «Эскишехирспор» (права принадлежат Раду"). Некоторое время Мркела-старший состоял в партии «Сербское движение обновления».